# Cabeça Branca
A Cabeça Branca (em francês:  Tête Blanche) é uma montanha dos Alpes Peninos que culmina  a 3 710 m, faz de fronteira Itália-Suíça entre o Valais (CH) e o Vale de Aosta (IT).
A Cabeça Branca  que não se encontra longe do Dent Blanche e do  Cervino, faz parte da chamada Haute Route Chamonix-Zermatt, e é o ponto culminante da chamada Patrouille des Glaciers, grande prova invernal de Esqui-alpinismo, e é uma divisória de águas  entre o Mar Adriático e o Mar Mediterrâneo.

## Ascensões
A ascensão começa pelo lado italiano a partir do Refúgio Aosta donde é possível optar por três a rotas de montanha:
- a primeira toma a direcção da Cabana de Bertol
- a segunda toma a direcção da Cabana Rossier
- a terceira toma a direcção do Schönbiel,no alto vale de Zermatt